# Частушка (песня)
«Часту́шка» — одиннадцатый сингл российской певицы, видеоблогера, тиктокера и актрисы Вали Карнавал с её дебютного мини-альбома «Названий нет», который вышел в свет 22 сентября 2023 года на лейбле «VK Records» и является его заглавным треком.

## История создания и релиз
Работа над песней началась в 2023 году, когда Валя Карнавал, в числе других поющих российских блогеров и стримеров, получила предложение от платформы «VK Музыка» о записи музыкального мини-альбома, который будет состоять из трёх треков и презентация которого состоится на ресурсах социальной сети «ВКонтакте».
В результате сотрудничества были записаны три трека — «Частушка», «i8» и «Закончим».

Все они посвящены отношениям, а точнее — трём этапам, которые проходят чувства: поиску, любви и расставанию.
Валя Карнавал: «Я не выпускала песни с декабря прошлого года и поняла, что пришло время вернуть своё сердце главному человеку в моей жизни — себе. Стала много заниматься, пыталась писать, но ничего не нравилось, не отражало новую меня. А потом я решила поэкспериментировать с новым звучанием, которое вы услышите в треке „Закончим“. Я проделала очень большую работу и лучшее доказательство этого — отклик моей аудитории: на трек „Частушка“ снято уже более 200 000 роликов!»
Как рассказала Карнавал на презентации, в первом треке альбома «Частушка» ярко представлен период, когда «в девичьих сердцах — пламя, а в животе — бабочки». Песня «i8» рассказывает о том, как сильно девушка может устать после многочисленных попыток сохранить чувства к любимому человеку. «Закончим» — завершающий трек в альбоме, в котором героиня песни осознаёт, что отношения давно причиняют только боль, чувства закончились, а ей самой стало уже всё равно: с ним она или без него

## Сюжет
В песне «Частушка» Валя поёт о мечте каждой девушки встретить того, с кем будет «как за каменной стеной», «с кем огонёк не гаснет»…
Нет той, кто, влюбляясь, не разочаровывалась, неошибалась, делая неправильный выбор… — утверждает исполнительница. Но рано или поздно каждая встречает того единственного, с кем забываются все ошибки и который лечит «израненное сердечко».
Певица описывает амплитуду эмоций, от счастья до печали. Её сердце изображается как разорванное, и она упоминает о совершении ошибок в слове «счастье» при написании писем близкому человеку («семь ошибок в слове счастье»). Но при этом используется метафора о «трепещущей бабочке в животе» — так она описывает эмоции, которые испытывала в состоянии влюблённости.
В целом, песня изображает всеобщую тоску по любви, которая является неизменной, утешительной и эмоционально насыщенной.

На презентации сингла Валя Карнавал заявила, что поёт о себе, о своих жизненных ошибках, и обещает рассказать историю любви в последующих треках.
Валя Карнавал: "Трек должен был называться «Семь ошибок», но мне не нравится такое название. Я говорю: «Нет, ребята. Мы будем отталкиваться от того, что это частушка». И вот как-то так закрепилось за ней. Все демки были подписаны как «Частушка, демоверсия». И вот как-то «Частушка» прижилась одновременно, что так и осталось — «Частушка».

## Критика
Пользователи соцсетей обвинили Валю Карнавал в плагиате. По мнению авторов комментариев, оставленных на странице видеоблогерши в сети ВКонтакте, фраза из припева «Всем девчонкам нужен тот, с кем их огонёк не гаснет» очень напоминает фразу из известной песни Зиверт «Каждому по факту рядом нужен человек»… Более того, схожесть усматривается не только в игре слов, но и в мелодии, которая звучит в той же интонации. Однако сама Валентина плагиата здесь не видит и считает бессмысленными любые комментарии и оправдания на этот счёт.

## Чарты
| Чарт (2023)        | Высшая позиция | Когда               |
| ------------------ | -------------- | ------------------- |
| Россия (VK Музыка) | 9              | 22—28 сентября 2023 |

## Интересные факты
- Поклонники певицы убеждены, что её песня «Частушка» посвящена роману с российским спортсменом, бойцом, многократным чемпионом России по боевым искусствам Сашей Стоуном. Их отношения обсуждал весь шоу-бизнес, в интервью блогерше Иде Галич Саша дал интервью, в котором рассказал о готовящейся свадьбе. А спустя несколько месяцев Валя удалила из соцсетей все фотографии со спортсменом и написала единственный комментарий: «Всё»[9][10].